# Cuca Gamarra
María Concepción Gamarra Ruiz-Clavijo (Logroño, 23 de diciembre de 1974), más conocida como Cuca Gamarra, es una abogada y política española del Partido Popular. De agosto de 2020 a noviembre de 2023 fue portavoz de dicho grupo político en el Congreso de los Diputados. Desde abril de 2022 hasta julio de 2025 fue secretaria general del Partido Popular.
Fue alcaldesa de Logroño, la primera mujer al frente de la alcaldía de la ciudad. En julio de 2018 fue nombrada vicesecretaria general de Política Social del Partido Popular, cargo que mantuvo hasta agosto de 2020 al asumir la portavocía en el Congreso de los Diputados del Grupo Parlamentario Popular. En abril de 2019 se encargó de la coordinación de la campaña para las elecciones municipales que se celebraron en ese año.

## Biografía
De formación abogada, obtuvo la licenciatura en Derecho económico y el postgrado en Derecho Cooperativo por la Universidad de Deusto. Tiene el título de postgrado en Práctica Jurídica y es colegiada del Colegio de Abogados de Vizcaya.

### Trayectoria institucional
Miembro del grupo municipal del PP de Logroño, fue teniente de alcalde del Ayuntamiento de Logroño de 2003 a 2007 y portavoz de la oposición en el ayuntamiento de 2007 a 2011. 
En junio de 2011 se convirtió en la primera mujer en la historia al frente de la alcaldía de Logroño tras las elecciones municipales de ese año, en las que el PP logró mayoría absoluta, y sucedió en el cargo a Tomás Santos, del Partido Socialista Obrero Español.
Gamarra fue también vicepresidenta de la Federación Española de Municipios y Provincias (FEMP), miembro de la Comisión Nacional de la Administración Local (FEMP), vocal de la Comisión Especial de Cuentas y Contratación (FEMP), vocal en el Comité Director del Consejo de Municipios y Regiones de Europa (FEMP) y vicepresidenta de la Red Española de Ciudades Inteligentes (RECI).

### Trayectoria política
Desde 2007 es presidenta de la Junta Local de Logroño del Partido Popular y fue vocal del Comité Ejecutivo Nacional del Partido Popular desde 2004 hasta julio de 2018, cuando Pablo Casado, tras su elección como nuevo presidente del partido, la nombró Vicesecretaria de Política Social.
En abril de 2019 asumió la coordinación de la campaña de las elecciones municipales convocadas en mayo tras la destitución de Javier Maroto al frente de la campaña electoral tras los resultados del PP en las elecciones generales. En esas mismas elecciones, resultó elegida diputada para la XIII legislatura por la circunscripción de La Rioja.
El 17 de agosto de 2020 se anunció su nombramiento como portavoz del Partido Popular en el Congreso de los Diputados, en sustitución de Cayetana Álvarez de Toledo. La Junta Directiva Nacional del partido ratificó los nombramientos el 20 de agosto y se hicieron efectivos el día siguiente. El 1 de abril de 2022 se convierte en secretaria general del Partido Popular bajo la presidencia del partido de Alberto Núñez Feijóo.
Revalidó su cargo como diputada por La Rioja en las elecciones generales del 23 de julio de 2023. El 17 de agosto de 2023, en la constitución de la XV Legislatura, el PP la propuso como candidata a la presidencia del Congreso. A pesar de las buenas expectativas previas, Gamarra no logra los apoyos suficientes y la presidencia recae en Francina Armengol (PSOE), que logró mayoría absoluta. Gamarra recibió los votos del PP, UPN y CC. Vox optó por votar a su propio candidato tras un desacuerdo con el Partido Popular.

### Bulos y noticias falsas
- En enero de 2023, cuando fue asaltada por miles de simpatizantes del ultraderechista brasileño Jair Bolsonaro las sedes del Congreso, la Presidencia y el Tribunal Supremo del país; Cuca Gamarra afirmaba que dichos actos en España con Pedro Sánchez serían «simples delitos de desórdenes públicos» cuando realmente se trata de «delitos de rebelión porque perpetran un alzamiento público y violento para cambiar por la fuerza un gobierno de un país». Lo cual esta tipificado con penas de entre cinco y diez años de prisión para los participantes y de quince a veinticinco para los organizadores.[17][18]
- En agosto de 2023 falseó datos sobre la situación económica y del mercado de trabajo español.[19][20]
- El 6 de octubre de 2023, la Embajada de Colombia tuvo que desmentir una afirmación vertida por ella en la que afirmaba que el Gobierno de España se había reunido con el prófugo Carles Puigdemont y el Ministerio de Exteriores de Colombia exigía su rectificación ante un hecho que tachaban de «gravísimo y antidemocrático».[21][22][23][24]